# Dochowo
Dochowo (kaszb. Dochòwò, niem. Dochow) – osada kaszubska w Polsce położona w województwie pomorskim, w powiecie słupskim, w gminie Główczyce. Wieś wchodzi w skład sołectwa Wielka Wieś.
W latach 1975–1998 miejscowość administracyjnie należała do województwa słupskiego.

## Nazwa
Nazwa miejscowości, odnotowana po raz pierwszy w formie Dochow w 1804, ma pochodzenie słowiańskie i charakter dzierżawczy. Powstała przez dodanie do nazwy osobowej Doch (Dobromir ║ Dobrosław) formantu -owo. Niemiecka nazwa Dochow jest adaptacją fonetyczną pierwotnej nazwy słowiańskiej.
Rada Języka Kaszubskiego proponuje kaszubską formę nazwy Dochòwò.